# Centro Hortícola y Jardín Botánico de Cabrillo College
El Centro Hortícola y Jardín Botánico de Cabrillo College (en inglés: Horticulture Center and Botanic Gardens of Cabrillo College), es un jardín botánico de 11 acres (44 515.42 m²) de extensión.
Está administrado por el Cabrillo College que es uno de los 109 "California community colleges" públicos, que se encuentra en el área de la Bahía de Monterey, Aptos, California.

## Localización
Horticulture Center and Botanic Gardens of Cabrillo College, Main Campus, 6500 Soquel Drive, Aptos, Monterey Bay, Santa Cruz County, California CA 95003, United States of America-Estados Unidos de América.
Planos y vistas satelitales.36°58′53″N 121°54′27″O / 36.98139, -121.90750
La entrada es gratuita.

## Historia
Durante casi treinta años el programa de horticultura ha servido a estudiantes de carrera y jardineros caseros.
El nuevo centro de horticultura y jardín botánico fue inaugurado formalmente el 7 de febrero de 2003. Además de un edificio de comunidad con una sala de conferencias, reuniones y acontecimientos especiales, hay un aula, se ha equipado con un vivero, invernaderos, casas umbráculo, lechos de cultivo levantados, un herbario y un laboratorio. 

## Colecciones
Entre sus colecciones se incluyen :
Colección de Salvias, que está considerada como una de las mayores colecciones mundiales de salvias y se divide en diferentes secciones que representan las varias áreas en el mundo donde las especies expuestas se consideran nativas. 
- Sección de la Cuenca Mediterránea que también incluye las islas Canarias. destacando Salvia argentea, Salvia dominica y Salvia desoleana, junto con otros representantes de la familia Lamiaceae, Phlomis purpurea, y Salvia rosmarinus.
- Sección del México Central, con Salvia thymoides situada en el fondo para resaltar su tamaño, con la Salvia darcyi con una floración de un intenso color naranja, y la Salvia polystachya.
- Sección de Suramérica , donde contrastan las floraciones de Salvia squalens con las inflorescencias en espiga de Neomarica caerulea y la Salvia guaranitica .
- Sección de Estados Unidos, en esta sección se incluyen las de California, con variedades de Salvia apiana, Salvia brandegei, Salvia munzii, Salvia clevelandii, además de la variedad cubresuelos Salvia 'Bee's Bliss'.

Colección Rodgers, de plantas nativas de la Costa Central de California
Situado en la entrada del patio al edificio de la comunidad su nombre está dedicado a la familia de Rodgers que estaba interesado en promover el uso de las plantas naturales de California en el paisaje. Este jardín de demostración ilustra cómo las plantas naturales tolerantes a la sequía pueden ser atractivas en un jardín. Así Salvia spathacea junto con Mimulus y Eschscholzia californica.
Colección de Fuchsias
Al aire libre y en invernaderos se encuentran Fuchsia regia, Fuchsia lechlade, Fuchsia paniculata y Fuchsia arborescens.
Invernadero
Es un complejo del invernaderos de 8.000 pies cuadrados nombrado en honor de la familia Solari. En el centro está la casa principal donde se lleva a cabo la propagación de numerosas especies de plantas. En tosos ellos hay cestos colgantes junto con plantas de semilleros y plantas crasas y cactus. Además con Aloe polyphylla de Lesoto, Sanseveria trifaciata y varias especies de Lithops. 
Packard/Stephens Riparian Habitat
A la derecha de la entrada de los viveros se encuentra el hábitat en formación del futuro jardín de plantas de los márgenes de los ríos amantes de la humedad. 